# Borhamisítás

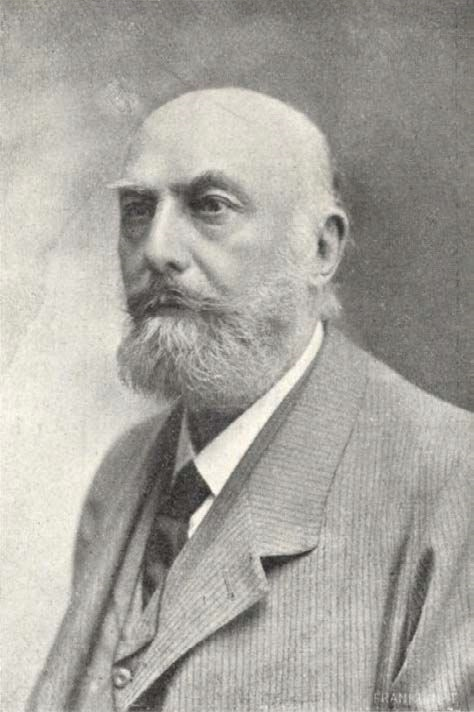
Wartha Vince kémikus és borász. A magyar borvizsgálat úttörője a 19. század végén, aki szinte hősiesen védte a borhamisítók ellen a magyar bort

A borhamisítás, amikor az eladott – bornak nevezett – folyadék nem felel meg a palack címkéjének. Tiltott adalékokat tartalmaz (víz, glicerin), vagy nem is szőlőből készült. Hamis a bor, ha a musthoz a szabályokban előírtnál több répacukrot, nádcukrot vagy izocukrot adnak. A borminősítő hatóság mágneses magrezonancia-műszere képes kimutatni a „csinált” must erjedéséből származó alkohol eredetét. Magyarországon a Borászati és Alkoholos Italok Igazgatóság (BAII) látja el a központi igazgatási feladatokat.
Hamis a bor akkor is, ha a törvényi szabályozás teljesen kizárja, de ennek ellenére a bornak nevezett folyadék tartalmaz hozzáadott vizet, mesterséges színezéket, édesítőszert, savtompítót, borkősavat, glicerint, a szőlőből kipréselt muston kívül egyéb adalékanyagot. A borhamisítás megtörténik akkor is, ha egyébként megengedett javítóanyagot túladagolnak és akkor is, amikor olyasmit tesznek a borba, aminek abban nincs helye. A hamis bor ritkán érezhető pusztán szaglással vagy ízleléssel. A 2009-ben történt hamisítási botrányok során, a bor glicerinnel történt összekeverésével egy magasabb, a superior minőségi kategóriába kerülő bikavér, akár dupla áron is eladhatóvá vált volna. A Bikavér Szabályzat betartása persze csak az alapvető feltétele a minőségi bor készítésének.
Itt csak a leggyakoribb módszerek rövid ismertetése következik. A magyar bortörvénynek nem megfelelő bor az borhamisításnak minősül. A Magyar Bor Akadémia a tagjaitól és a borágazat szereplőitől a borász szakma kulturális értékeinek a megbecsülését és megőrzését várja el. Az etikai kódex szerint:
- tilos bármilyen termék hamisítása,
- tilos bármely termékhamisításban való részvétel,
- tilos elfogadhatatlan minőségű bor forgalomba hozatala.

Magyarországon a bor forgalomba hozatal előtti minősítési kötelezettségét jogszabály írja elő. A szőlőtermesztésről és a borgazdálkodásról szóló 2004. évi XVIII. törvény szerint a bort az országból kivinni csak akkor lehet, ha tételenként a borászati hatóság laboratóriumi és érzékszervi vizsgálatoknak alá vetette, minőségét megállapította. A korszerű vizsgálati módszerek alkalmasak arra, hogy ma már minden vegyi anyagot ki lehet mutatni a borokban. Amennyiben kellő büntetési következmények is várnak a lőrét gyártókra, talán háttérbe szorulhatnak az ősi mesterséget űző borhamisítók.

## Története

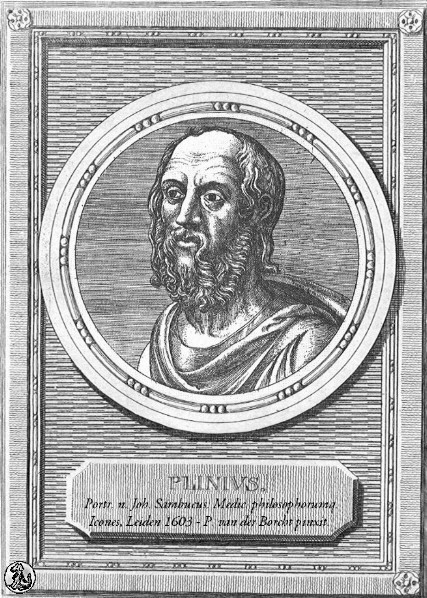
Az ókorban is gyakran hamisították a bort, az idősebb Plinius írásaiban panaszkodott, hogy még a nemesség bora sem valódi

A borhamisítás egyidős a bortermeléssel. Már az ókorban, ha a természet segítségével és az erjesztéssel készült bor túl savanyúra sikerült, akkor mézzel keverték össze, ha viszont túl édesre, akkor a citrom levét csepegtették a részegítő nedűbe. Minden lakomának, szümphoziumnak külön keverőmestere volt, aki ízlése szerint fűszerezte az italt, a lakoma jellege szerint pedig vízzel vegyítette a bort.
Caius Plinius Secundus ókori enciklopédista Historia Naturalis című művének XV. kötetében (szőlő, bor, borfajták, ittasság) a Római Birodalom területén 80 szőlővidéket és jónéhány borfajtát említett meg. Marcus Porcius Cato Maior feljegyzéseiben pedig leír néhány borhamisítási receptet, illetve azt is, hogy hogyan ismerhető fel a vizezett bor.
III. Károly magyar király 1723. évi CXVIII. törvénycikke a kiváló borok meghamisításának meggátlásáról: „Igazságos, (nehogy némelyek magán csalárdsága miatt a közönség szenvedjen), hogy azokat, akik a kiváló borokat bármi módon meghamisítják, vagy azokat silányabb szőlőkből helyettesítik s ezek neve alatt elárusítják, s így a vevőket megcsalják s a közkereskedést megakadályozzák, az illető megyék hatóságai azonnal s tettleg összes boraiknak elvesztésével büntessék.”
Karl Marx Tőke című híres műve is hivatkozik Chevallier francia vegyész „A kereskedelmi élelmiszerek és gyógyszerek anyagainak módosítási és hamisítási szótára” című könyvére, amely 30 módszert ír le a borhamisításra.
A magyar bortermelés és egyben a borhamisítás fordulópontját a 19. század második felében kitört filoxéravész jelentette. A termelt bor mennyiségének drámai csökkenése, a vegyipar fejlődése, az élelmiszer-tartósítás új módszereinek bevezetése és az élelmiszer-színezés addig nem látott mértékű használata mind-mind elősegítette a borok hamisítását. Ekkor a legelterjedtebb és leghírhedtebb borfestő anyag, a vörös színű oldódó kátrányfesték, a fuxin vagy fuchsin volt, amely a gyártása közben higannyal és arzénnal szennyeződött. 1908-ban a második bortörvény elrettentő erejémek hatására, ami még az előzőnél is szigorúbb fellépést tett lehetővé a borhamisítók ellen, a gyakori ellenőrzések, a filoxéra-járvány eltűnése, az új szőlőtelepítések megindulása és a borhiány mérséklődése együttesen vezetett a hamisított borok arányának gyors csökkenéséhez a monarchiában. A magyar bor becsületlovagjának nevezett Wartha Vince kémikus és borász, szinte hősiesen védte a borhamisítók ellen a magyar bort. Kilenc cikke jelent meg erről csak a borok mesterséges festése témában.
És tudva azt, hogy a bor meg- virágosodásának, tej saverjedésének és sok egyéb betegségének főoka a gyenge alkoholtartalomban rejlik, nem bün-e ily esetben a bor alkoholozását illetőleg konyakozását eltiltani ? Vannak bőrbetegségek, amelyeken még a pasteurözés sem segít, de segít az észszerű alkoholozás. Borainknak nagy része teljesen alkalmatlan a kivitelre, ha alkoholtartalmát nem fokozzuk. És meg lehetünk győződve, hogy az alföld homokos rónaságain, a hol ma még száraz kórónál egyéb nem terem vagy legfölebb a városok közelében egy kis nyúlós kerti bor, hogy ott a fillokszerától ment homokban olyan portékát fognak termelni és okszerű kezeléssel kivitelre alkalmassá tenni, a mely a nemzet vagyonosodásához tetemesen hozzá fog járulni.
A borhamisítás története, a hamisítási módszerek fejlődése természetesen nem állt meg a fejlett piacgazdaság bevezetése után sem. Az 1990 után, Magyarországon életre hívott MDF-piacokon megjelent a színezékekkel „kezelt”, feljavított vagy mesterségesen „csinált” kannás bor. A borban az erjedési folyamatokat, az élesztőgomba munkáját a katalizátorként alkalmazott nitrogén- vagy ammóniatartalmú anyagokkal (szarvasmarhatrágya, nitrogénműtrágya) gyorsították fel. A „bor” színét égetett cukorral (karamell) állították be, a borkő-, illetve a citrom- és almasav bármely szaküzletben korlátlanul beszerezhető volt.
2009-ben a Mezőgazdasági Szakigazgatási Hivatal borminősítési laboratóriumában a kiskereskedelmi forgalomban lévő Vincze-borokból vizsgáltak mintákat. Vincze Béla még 2005-ben az év bortermelője díj győztese volt, de néhány boránál a műszer glicerint mutatott ki.

## A borhamisítás típusai

### Hamis címkézés
Ez akkor fordul elő, ha az eladott bor származási helye, termelője, évjárata vagy fajtája a valóságban nem egyezik meg a címkén feltüntetett információval. Ez a manipuláció úgy is történhet, hogy az eredeti bort valamilyen arányban keverik egy gyengébb minőségű borral.

### Adalékanyagok használata
Ekkor a borhoz tiltott adalékanyagokat adnak, vagy az engedélyezett adalékanyagokból a megengedettnél többet használnak. A leggyakrabban használt adalékanyagok a következők:
- Étkezési cukor: Szacharóz természetes úton nem lehet a borban. A must cukorfokának feljavítására használják. Nagyon gyakori, hogy a megengedett mennyiségnél többet alkalmaznak.
- Mustsűrítmény: A must cukorfok emelésének legális módja, azonban ha túlzásba viszik, vagy erjedés után adják a borhoz, akkor már egyáltalán nem elegáns megoldás. Tipikusan ez utóbbi kategóriába tartoznak a boltok alsó polcaira kirakott olcsó félédes borok.
- Víz: A mennyiség növelésére használt adalék. Bizonyos import borok (pl. ausztrál borok) esetében legálisan előfordulhat, de hazai borok esetében tilos alkalmazni. Főleg alacsony kategóriás italkimérésekben szoktak élni ezzel a módszerrel.
- Borkősav: Savhiányos borok esetében alkalmazzák a bor eltarthatóságának, illetve élvezeti értékének növelése érdekében. Inkább a mediterrán országok boraira jellemző. Bizonyos arányig legális a használata.
- Savtompítók: Az előző adalékkal ellentétes hatású, a túl magas savtartalom csökkentésére szolgáló vegyszerek. Alkalmazásuk bizonyos arányig legális, de ekkor sem elegáns. Kellemetlen vegyszerízű lesz tőle a bor.
- Alkohol: Az alkoholfok növelése érdekében utólagosan tömény alkohol hozzáadása. Jó esetben etanol, néhány kirívó esetben metanol utólagos hozzáadása történik. Ez utóbbi akár vakulást vagy halált is okozhat.
- Glicerin: A bor természetes glicerintartalmának növelése utólag hozzáadott tiszta glicerinnel. Alkalmazásával testesebbnek, „olajszerűbbnek” tűnik a bor.
- Tanninpor: A vörösborok fanyarkás ízét adó természetes tannintartalom megnövelése utólag hozzáadott tanninnal. Hatására a vörösbor kellemesen fanyarabb, „erőteljesebb” lesz.
- Természetes színezékek: A vörösborok teltebb színét biztosító színezőanyagok. Hagyományosan a bodzát, mályvát, meggyet, áfonyát használtak erre a célra. A fehérborok festésére sáfrányt használtak.
- Mesterséges színezékek: Az élelmiszeriparban használt színezékek, amelyekkel elsősorban a vörösboroknál alkalmaznak a teltebb színek elérésére.

## Képek

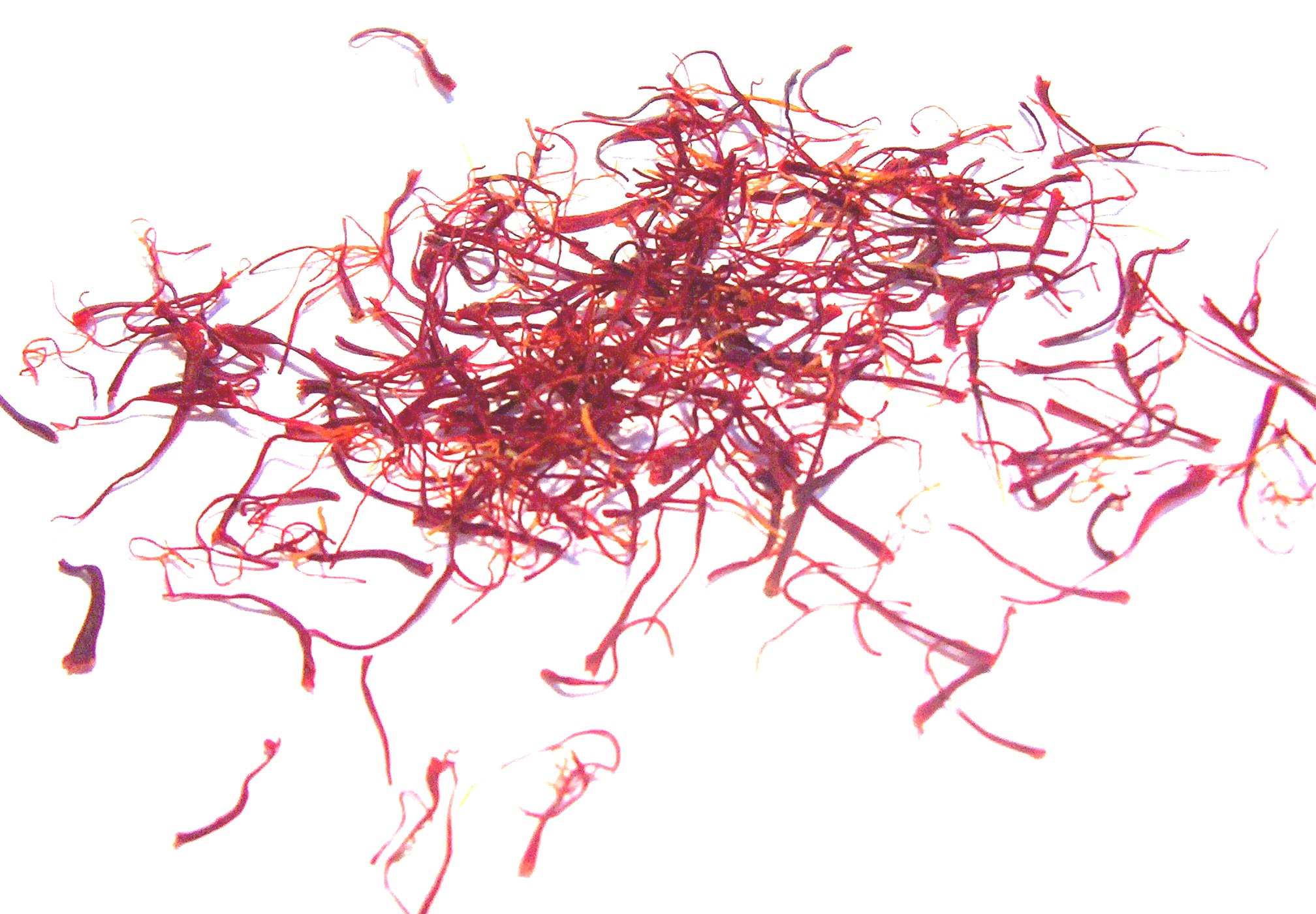
Sáfrány, a bor festésére használt növényfestékektől (mályva, fagyalfa, bodza, sáfrány) a bor íze vagy szaga lényegesen megváltozhat és a tartóssága is gyengül
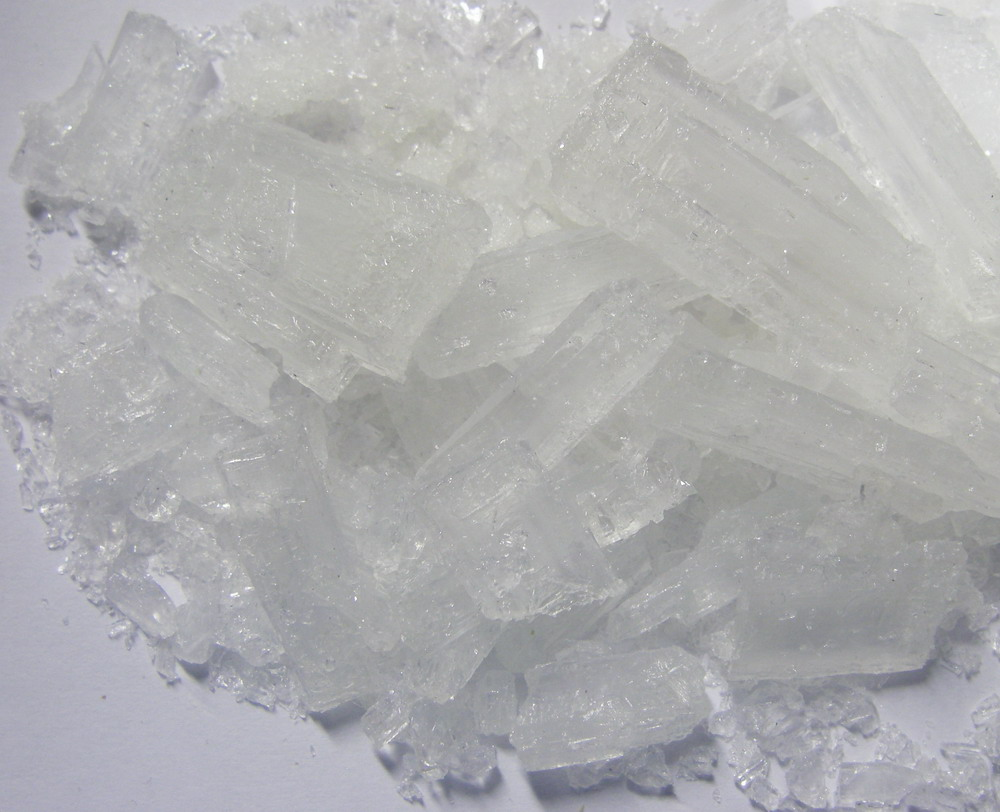
Az ólomcukrot az ókori rómaiak véletlenül fedezték fel, amikor észrevették, hogy az ólomedényben tárolt bor idővel édesebbé, és finomabbá válik
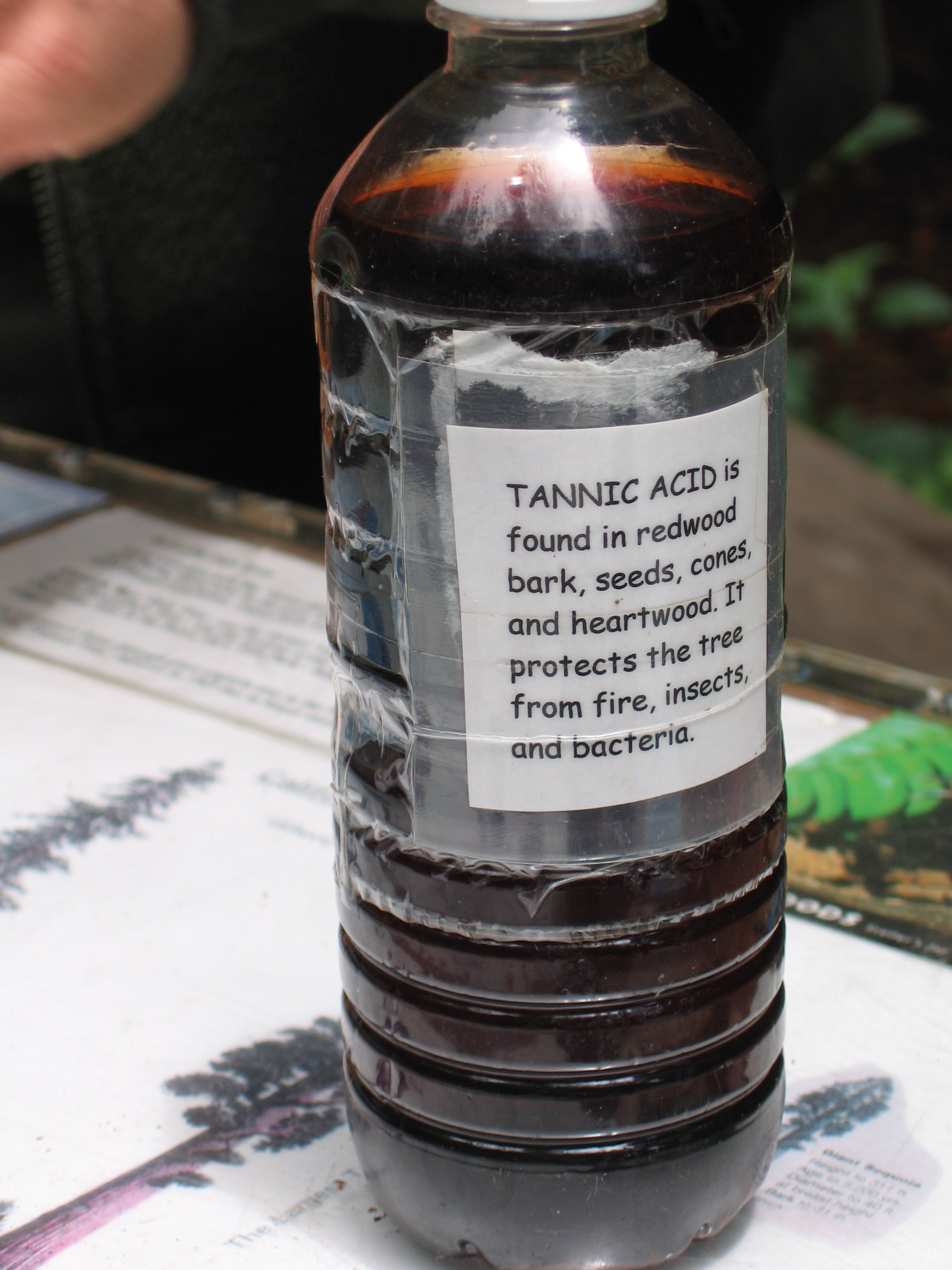
A vörösborok fanyarkás ízét növelik, amikor tanninnal elegyítik a bort
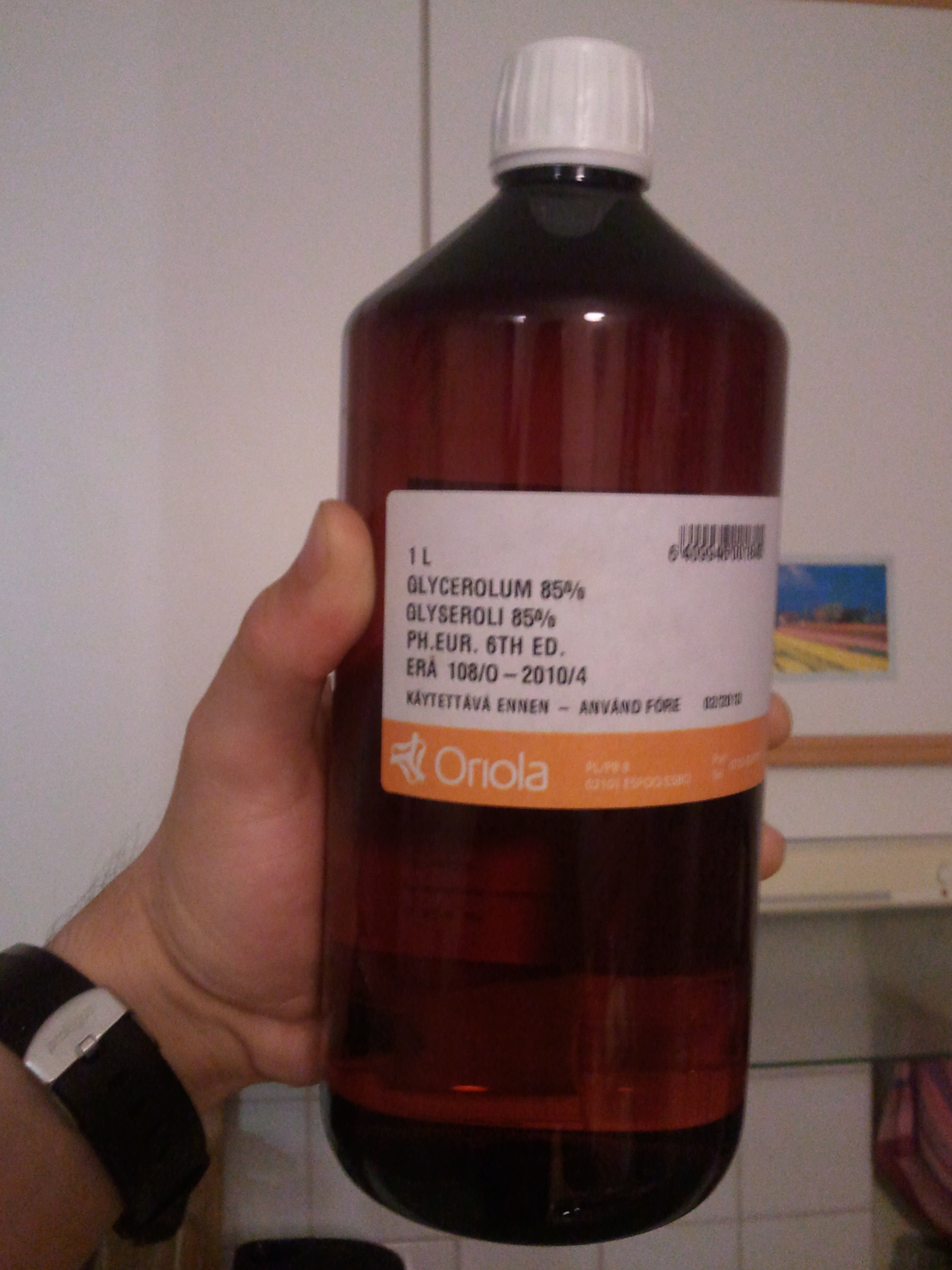
Utólag a borhoz hozzáadott tiszta glicerin alkalmazásával testesebbé válik a bor

### Nem szőlőből készült borok
- Lőre: a must kiforrása után a hordó alján megmaradt seprőt, amely szárazanyagban és aromában még nagyon gazdag, vízzel felöntik, majd cukor hozzáadása után újból kierjesztik.
- „Tablettás” borok: szőlő nélkül, kizárólag a fentebb ismertetett adalékanyagok vegyítésével készült borutánzatok. Elsősorban fehérbor-utánzatokat állítanak így elő. A sárgás színt régebben szalma- vagy kukoricaszár beleáztatásával érték el. Ez utóbbi miatt alakult ki a „Csövidinka” gúnynév[26] az őshonos, késői érésű fehér szőlőfajtára a kövidinkára utalva.